# Otylia Jędrzejczak
Otylia Jędrzejczak (Ruda Śląska, 13 december 1983) is een Poolse zwemster, gespecialiseerd op de vlinderslag, die haar internationale doorbraak beleefde in 1999, en op de Olympische Zomerspelen van 2004 de gouden medaille in de wacht sleepte op de 200 meter vlinderslag. Haar olympische titel was het eerste zwemgoud voor Polen ooit.
Tijdens die Spelen won ze ook twee keer zilver; op de 400 meter vrije slag en op de 100 meter vlinderslag waar ze de Nederlandse Inge de Bruijn net voor bleef.
Op 4 augustus 2002 zwom ze het wereldrecord op de 200 meter vlinderslag. Ze stelde haar record nog scherper op 28 juli 2005. Op 17 augustus 2006 nam de Australische Jessicah Schipper het record van haar over. Haar tijd staat nog wel als Europees record in de boeken.
In haar 'jaar van de doorbraak' won de in Warschau woonachtige Jędrzejczak de bronzen medaille op de 200 meter vlinderslag (2.11,60) bij de Europese kampioenschappen langebaan (50 meter) in Istanboel, en eindigde ze bij datzelfde toernooi als vijfde (1.00,53) op de 100 meter vlinderslag. Kort daarvoor, bij de Europese Jeugdkampioenschappen in Moskou, had de Poolse krachtzwemster haar naam al gevestigd door zowel de 100 als de 200 meter vlinderslag op haar naam te schrijven.
Op 1 oktober 2005 raakte Jędrzejczak zwaargewond bij een auto-ongeluk. Ze knalde tegen een boom terwijl zij tijdens een inhaalmanoeuvre een tegenligger probeerde te ontwijken. Bij het ongeluk kwam haar broer Szymon, ook een getalenteerd zwemmer, een dag voor diens negentiende verjaardag om het leven. Pas anderhalve maand later werd ze ontslagen uit het ziekenhuis.
Ze herstelde goed en tijdens de Europese kampioenschappen zwemmen 2006 verdedigde ze met succes haar titel op de 200 meter vlinderslag en won ze de 200 meter vrije slag. Met haar team veroverde ze zilver op de 4x200 meter vrije slag. Op de wereldkampioenschappen 2007 in Melbourne haalde ze zilver op de 400 meter vrije slag en brons op de 200 meter vlinderslag.

## Internationale toernooien
| Jaar | Olympische Spelen                                             | WK langebaan                                                                      | WK kortebaan                                                 | EK langebaan                                                                    | EK kortebaan                                                  |
| ---- | ------------------------------------------------------------- | --------------------------------------------------------------------------------- | ------------------------------------------------------------ | ------------------------------------------------------------------------------- | ------------------------------------------------------------- |
| 1999 |                                                               |                                                                                   | geen deelname                                                | 5e 100m vlinderslag · 200m vlinderslag                                          | serie 50m vlinderslag 5e 100m vlinderslag 6e 200m vlinderslag |
| 2000 | 9e 100m vlinderslag 5e 200m vlinderslag 12e 4x100m wisselslag |                                                                                   | 24e 50m vlinderslag · 5e 100m vlinderslag · 200m vlinderslag | 6e 50m vlinderslag · 100m vlinderslag · 200m vlinderslag · 7e 4x100m wisselslag | 5e 200m wisselslag 4e 400m wisselslag 6e 4x50m wisselslag     |
| 2001 |                                                               | 12e 100m vrije slag · 6e 50m vlinderslag · 100m vlinderslag · DQ 200m vlinderslag |                                                              |                                                                                 | 6e 50m vlinderslag · 5e 100m vlinderslag · 200m vlinderslag   |
| 2002 |                                                               |                                                                                   | 18e 100m vrije slag 7e 100m vlinderslag 5e 200m vlinderslag  | 9e 100m vrije slag · 100m vlinderslag · 200m vlinderslag                        | geen deelname                                                 |
| 2003 |                                                               | 100m vlinderslag · 200m vlinderslag · 13e 400m wisselslag                         |                                                              |                                                                                 | 5e 100m vlinderslag 4e 200m vlinderslag                       |
| 2004 | 400m vrije slag · 100m vlinderslag · 200m vlinderslag         |                                                                                   | geen deelname                                                | 100m vlinderslag · 200m vlinderslag                                             | geen deelname                                                 |
| 2005 |                                                               | 100m vlinderslag · 200m vlinderslag · 6e 4x100m wisselslag                        |                                                              |                                                                                 | geen deelname                                                 |
| 2006 |                                                               |                                                                                   | geen deelname                                                | 200m vrije slag · 200m vlinderslag · 4x200m vrije slag                          | 200m vrije slag · 200m vlinderslag                            |
| 2007 |                                                               | 8e 200m vrije slag · 400m vrije slag · 200m vlinderslag · 14e 4x100m wisselslag   |                                                              |                                                                                 | 15e 400m vrije slag · 100m vlinderslag · 200m vlinderslag     |
| 2008 | 9e 400m vrije slag 17e 100m vlinderslag 4e 200m vlinderslag   |                                                                                   | geen deelname                                                | 16e 100m vlinderslag 11e 200m vlinderslag                                       | geen deelname                                                 |
| 2009 |                                                               | geen deelname                                                                     |                                                              |                                                                                 | geen deelname                                                 |
| 2010 |                                                               |                                                                                   | geen deelname                                                | geen deelname                                                                   | geen deelname                                                 |
| 2011 |                                                               | 19e 100m vlinderslag 14e 200m vlinderslag                                         |                                                              |                                                                                 | 9e 100m vlinderslag 6e 200m vlinderslag                       |
| 2012 | 25e 100m vlinderslag                                          |                                                                                   |                                                              |                                                                                 |                                                               |

## Persoonlijke records
Bijgewerkt tot en met 15 december 2007

### Kortebaan
| Afstand          | Tijd    | Datum            | Plaats   |
| ---------------- | ------- | ---------------- | -------- |
| 200m vrije slag  | 1.54,39 | 10 december 2006 | Helsinki |
| 400m vrije slag  | 4.07,51 | 28 november 2003 | Leźno    |
| 100m vlinderslag | 57,54   | 15 december 2007 | Debrecen |
| 200m vlinderslag | 2.03,53 | 13 december 2007 | Debrecen |

### Langebaan
| Afstand          | Tijd    | Datum            | Plaats    |
| ---------------- | ------- | ---------------- | --------- |
| 200m vrije slag  | 1.57,15 | 3 augustus 2006  | Boedapest |
| 400m vrije slag  | 4.04,23 | 25 maart 2007    | Melbourne |
| 100m vlinderslag | 57,84   | 15 augustus 2004 | Athene    |
| 200m vlinderslag | 2.05,61 | 28 juli 2005     | Montreal  |